# Samuel Fiszman
Samuel Fiszman (właśc. Szmul Arja Fiszman, ur. 15 października 1914 w Radomiu, zm. 12 grudnia 1999 w Bloomington) – polski literaturoznawca, slawista, wybitny biograf Adama Mickiewicza i członek honorowy Towarzystwa Literackiego im. Adama Mickiewicza.

## Życiorys

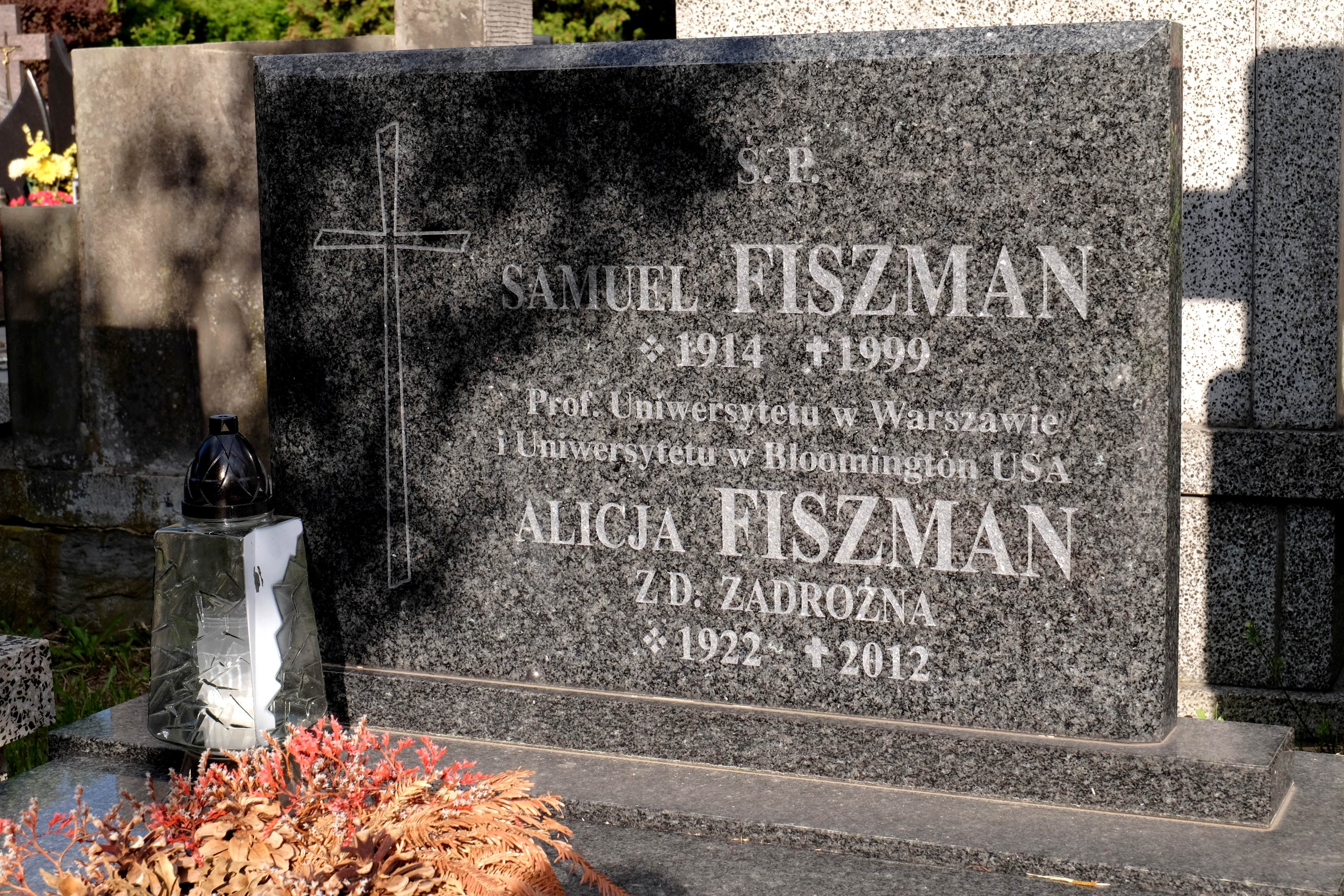
Grób Samuela Fiszmana na Cmentarzu Wojskowym na Powązkach w Warszawie

Syn Fiszela i Ewy z Sitkowskich. Od 1934 studiował w Szkole Głównej Gospodarstwa Wiejskiego w Warszawie, absolutorium uzyskał w 1939 r. Po wybuchu II wojny światowej przedostał się do Lwowa, gdzie studiował w utworzonym przez Rosjan Instytucie Politechnicznym. W 1941 został ewakuowany do Saratowa, gdzie początkowo przebywał w obozie pracy. Po sześciu miesiącach został zwolniony i znalazł zatrudnienie jako asystent na Wydziale Biologii Uniwersytetu Saratowskiego, równocześnie był zaangażowany w tworzenie lektoratu polskiego Uniwersytetu Leningradzkiego, który został ewakuowany do Saratowa. W 1945 przeniósł się do Moskwy, gdzie pracował jako referent w dziale naukowym polskiej ambasady. Równocześnie rozpoczął na szeroką skalę badania, które polegały na poszukiwaniach w archiwach śladów dotyczących pobytu Adama Mickiewicza w Rosji. Stało się to jego pasją, dzięki której odnalazł wiele nieznanych wcześniej śladów pobytu polskiego wieszcza. Początkowo swoje rewelacje publikował w czasopismach, zebrane opublikował w 1949 Państwowy Instytut Wydawniczy pt. Mickiewicz w Rosji. Z archiwów muzeów, bibliotek Moskwy i Leningradu. W 1950 Samuel Fiszman powrócił do Polski, przez dwa lata pracował w wydawnictwie Książka i Wiedza, a następnie został kierownikiem Zakładu Literatury w Instytucie Polsko-Radzieckim. Od 1950 przez sześć lat redagował czasopismo „Sovietica w Polsce”, Fiszman przygotował wówczas wydaną przez Państwowy Instytut Wydawniczy w 1956 pracę Z problematyki pobytu Mickiewicza w Rosji. Od 1951 był redaktorem Kwartalnika IPR, który w 1956 zmienił nazwę na Slavia Orientalis oraz współpracował z redakcją „Pamiętnika Literackiego”. W 1954 przebywał w Moskwie, gdzie ponowił poszukiwania w archiwach dotyczących Adama Mickiewicza, a po powrocie został docentem. W następnym roku został członkiem Komisji Naukowej Roku Mickiewiczowskiego, a w 1956 członkiem Komitetu Słowianoznawstwa Polskiej Akademii Nauk. Również od 1956 (do 1968) kierował Katedrą Historii Literatury Rosyjskiej Uniwersytetu Warszawskiego, zaś od 1957 do 1969 pełnił funkcję Zastępcy Kierownika Zakładu Słowianoznawstwa Polskiej Akademii Nauk oraz Kierownika Pracowni Literatur Wschodniosłowiańskich. W 1963 uzyskał tytuł profesora nadzwyczajnego, rok później przebywał w Paryżu prowadząc badania archiwów w poszukiwaniu materiałów związanych z Mickiewiczem. Po powrocie został sekretarzem naukowym Komitetu Słowianoznawstwa, funkcję tę pełnił do 1969, kiedy to wyemigrował do Stanów Zjednoczonych. Od 1970 prowadził wykłady z zakresu literatury słowiańskiej i kultury polskiej w Indiana University w Bloomington, rok później został członkiem Polskiego Instytutu Naukowego w Ameryce oraz działającego w Londynie Polskiego Towarzystwa Naukowego na Obczyźnie. Od 1973 do przejścia na emeryturę w 1985 pracował jako full professor w Indiana University, od 1978 uczestniczył w pracach Ośrodka Kultury Polskiej, który działał na tej uczelni. Przebywając w Stanach Zjednoczonych kolekcjonował polską ludową sztukę sakralną, zgodnie z jego wolą po śmierci rodzina przekazała zbiory do Muzeum im. Jacka Malczewskiego w Radomiu. Jego prochy przywiezione do Polski przez żonę zostały pochowane na Cmentarzu Wojskowym na Powązkach (kwatera HII-7-25).

## Twórczość
- „Mickiewicz w Rosji”;
- „Aleksander Hercen”;
- „Z problematyki pobytu Mickiewicza w Rosji”;
- „Archiwalia Mickiewiczowskie”;
- „The Polish Renaissance in its European Context” z posłowiem Czesława Miłosza;
- „The Bicentennial of the Polish Constitution of 3 May 1791”.